# Aristodème de Milet
Pour les articles homonymes, voir Aristodème.
Aristodème de Milet (en grec ancien Ἀριστόδημος / Aristódêmos) est l'un des officiers d’Antigone le Borgne, dont il sert fidèlement la politique. 
C'est lui qui en 315 av. J.-C. porte aux cités grecques la proclamation de Tyr où Antigone proclame « la liberté des Grecs ». Aristodème reçoit immédiatement le soutien des Étoliens. Il se retire en Étolie devant la réaction vigoureuse de Cassandre qui reprend le contrôle de la Grèce continentale (vers 314 av. J.-C.).

## La paix de 311 av. J.-C.
En 311, aucun des Diadoques n'a remporté d'avantage décisif mais la nécessité d'une trêve se fait sentir après quatre années de guerre. Lysimaque et Cassandre envoie une ambassade auprès d'Antigone cette année-là, avant que Ptolémée se joigne à eux. Cette paix nous est connue par un texte épigraphique incomplet découvert sur le site de la cité de Scepsis en Troade. Il s'agit d'une lettre d'Antigone adressée aux habitants de la cité, ou plus vraisemblablement d'une lettre « circulaire » adressée aux cités de tous ses territoires, qui proclame la liberté des Grecs. Une phase d'intenses négociations semble avoir précédé la signature du traité. Une première tentative entre Antigone et Ptolémée a échoué en raison de l'ampleur des exigences d'Antigone en 314. En 313, la « conférence de l'Hellespont » avec des représentants de Cassandre a échoué pour les mêmes raisons. Mais en 311, la situation est bien moins satisfaisante pour Antigone. L'expédition de Démétrios contre Séleucos en Babylonie a été un échec. Antigone a besoin de la paix pour se retourner contre ce nouvel adversaire. Celui-ci d'ailleurs reste d'ailleurs en dehors des négociations. Il semble donc que ce soit bien Antigone, représenté par Aristodème, qui reprenne l'initiative de cette paix.
Lors des négociations qui aboutissent à la paix de 311 av. J.-C., c'est Aristodème qui représente Antigone, ce qui illustre la grande confiance de ce dernier. Chargé par Démétrios, le fils d’Antigone, de porter la nouvelle de la victoire devant Salamine de Chypre sur Ptolémée en 306, Aristodème prend devant son maître une mine sinistre comme s'il apportait la défaite. Puis il annonce brutalement : « « Salut, roi Antigone ! Nous sommes vainqueurs de Ptolémée. » Ce à quoi répond le nouveau roi « Toi aussi par Zeus je te salue ! Mais puisque tu nous as mis à la question, tu le paieras : tu attendras plus longtemps ta récompense. »
C'est ainsi, selon Plutarque, qu'Antigone prend le titre de roi. Aristodème ne joue plus un grand rôle par la suite et meurt à une date inconnue.